# Karymskij rajon
Il Karymskij rajon (in russo Карымский район?) è un municipal'nyj rajon del Territorio della Transbajkalia, nell'Estremo Oriente russo. Istituito il 4 gennaio 1926, ricopre una superficie di 8 005,35 chilometri quadrati e ha una popolazione di 33 867 abitanti; il centro amministrativo è l'insediamento di tipo urbano di Karymskoe. Il rajon è suddiviso in 3 insediamenti di tipo urbano e 10 comuni rurali.
La regione occupa pianure intermontane e montagne di media altezza situate nel bacino del fiume Ingoda.